# Anne Freaks
Anne Freaks (アンネ フリークス) est un manga de Yua Kotegawa, publié au Japon en 2001, et en France en 2008 chez Pika Édition.

## Résumé
Yuri a assassiné sa mère. Mitsuba a tué les responsables de la mort de son père et de sa sœur qui l'avaient élevé. Parallèlement, Anne, une mystérieuse jeune fille, a l'intention d'éliminer son père. La rencontre de ces trois individus semblait inéluctable. Ensemble, ils vont tenter de retrouver le père d'Anne et l'éliminer.